# Väpnare
Väpnare eller vapendragare (lat. armiger), även sven av vapen, var under medeltiden en titel inom frälset, som stod under riddare i rang. Det var en man i vapentjänst under en riddare. Eftersom en del länder i Europa under medeltiden under flera perioder saknade kung (som kunde "slå", eller dubba riddare) var antalet väpnare stort.
Väpnare kan kallas knapar, skäliga, välborna och liknande, men aldrig herre, och Skara stadga (1335) stipulerade att väpnare kunde väljas till riksråd och räknas som riddares likar, men fick inte kalla sig herre. Väpnaren behövde inte betala skatt men var också skyldig att rusta en stridshäst, rustning och vapen.
Under större delen av medeltiden kunde en skattebonde avancera till väpnare om han kunde bekosta en stridshäst och "fulla vapen", det vill säga en vid vapensyn godkänd rustning, och därutöver förklarade sig beredd att tjäna konungen i strid. Dock var en "välbördig" väpnare högre i status.